# Седрик Нијибизи
Седрик Нијибизи (фр. Cedrick Niyibizi; 1. јануар 2001) руандски је пливач чија специјалност су спринтерске  трке слободним и делфин стилом. 

## Спортска каријера
Нијибизи је дебитовао на међународној сцени на светском првенству у великим базенима у корејском Квангџуу 2019. где је учествовао у квалификацијама на 50 делфин (89) и 50 слободно (121. место). 